# كحول سكري

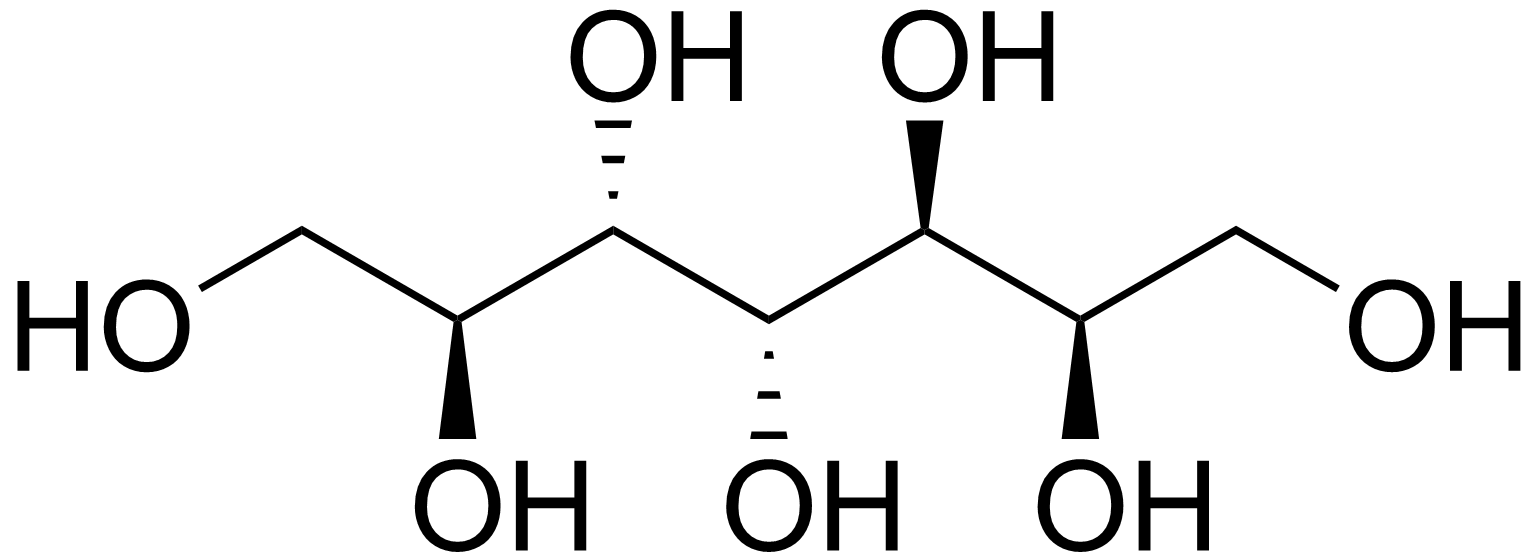

الكحولات السكرية أو السكر الكحولي (يسمى أيضا بوليول، بولي هيدريك أو بولي الكحول) هو الشكل المهدرج من الكربوهيدرات، والذي تم اختزال مجموعة الكربونيل فيه (الدهيد أو كيتون، السكر المخفض) إلى مجموعة الهيدروكسيل الابتدائي أو الثانوي (الكحول). الكحول السكري له الصيغة العامة: H(HCHO)n+1 والذي يكون السكر فيه H(HCHO)nHCO. في المواد الغذائية التجارية.
يشيع استخدام الكحول السكري كبديل عن سكر المائدة (السكروز أو السكر العادي)، وأحياناً يستخدم مخلوطاً بالمحليات الصناعية ذات الكثافة العالية. من هؤلاء أو زيليتول والذي يعد أشهرها وأكثرها استخداماً لشبهه الكبير من ناحية الشكل بسكر المائدة (سكروز) ومن ناحية الطعم أيضاً. كما ان الكحول السكري لا يسبب تسوس الأسنان.

## أمثلة شائعة
بعض الكحولات السكرية الشائعة:
- إيثيلين جليكول Glycol ا 2 كربون
- جليسرول Glycerol ا 3 كربون
- إريثريتول Erythritol ا 4 كربون
- ثريتول Threitol ا 4 كربون
- أرابيتول Arabitol ا 5 كربون
- زيليتول Xylitol ا 5 كربون
- ريبيتول أو أدونيتول Ribitol أو adonitol ا 5 كربون
- مانيتول mannitol ا 6 كربون
- السوربيتول أو الكليكوز Sorbitol أو glucitol ا 6 كربون
- قالاكتيتول Galactitol ا 6 كربون
- فوكيتول أو فوسيتول Fucitol ا 6 كربون
- آديتول Iditol ا 6 كربون
- Isomalt ا 12 كربون
- مالتيتول Maltitol ا 12 كربون
- لاكتيتول Lactitol ا 12 كربون
- Polyglycitol

كلاهما السكر الأحادي والثنائي يشكلون سكر الكحول. مع ذلك، سكر الكحول المشتق من السكريات الثنائية (كالمالتيتول واللاكتيتول) ليسوا مهدرجين بالكامل لأنه فقط واحد من مجموعة الألدهيد متوفر لعملية الاختزال (أو التحول)
أبسط سكريات الكحول هو إيثيلين جليكول حلو (سكري) ، لكنه معروف بسميته، يستخدم كيميائياً كمضاد للتجمد. أما معظم سكريات الكحول فتستخدم غالباً بشكل غير سام.
كمجموعة، سكريات الكحول ليست حلوة كالسكروز (سكر المائدة أو القصب)، كما تحتوي على طاقة غذائية أقل من السكروز. الطعم يشبه طعم سكر السكروز، وقد يستخدم لإخفاء الطعم الغير سار الذي ينتج بعد تناول الأطعمة ذات المحليات العالية الكثافة. سكريات الكحول لم تنتج من عملية الأيض من البكتيريا الموجودة في الفم، لذلك هو لا يساهم في تسوس الأسنان. هي كذلك لا تتحول للون البني أو الكريمي عند تسخينها. بالإضافة لحلاوتها، بعض سكريات الكحول كما هو ملاحظ تنتج شعوراً بارداً في الفم حينما تركز، على سبيل المثال الحلوى الصلبة الخالية من السكر أو العلكة. يحدث هذا، على سبيل المثال، في المرحلة البلورية إريثريتول، السوربيتول، إكسيليتول، مانيتول، lactitol والمالتيتول.
الشعور ببرودة الفم هو كـ رد فعل لامتصاص سكريات الكحول للحرارة، بالإضافة لحرارة الذوبان القوية. سكريات الكحول عادة لا يتم امتصاصها بالكامل داخل مجرى الدم من الأمعاء الدقيقة والتي عموماً تتسبب في تغير في مستوى السكر في الدم أكثر من السكر العادي (السكروز). هذه الخاصية تجعل سكريات الكحول من السكريات المنتشرة بين مرضى السكري والناس الذين يداومون على تناول الوجبات الغذائية منخفضة الكربوهيدرات.
مع ذلك، كثير من المواد القابلة للهضم بشكل غير كامل، الاستهلاك المفرط لسكريات الكحول قد يؤدي إلى الإسهال، والغازات والانتفاخ لأنه لايمكن امتصاصها في الأمعاء الدقيقة.
بعض الناس ظهرت عليهم مثل هذه الأعراض رغم استخدامهم لها بكميات بسيطة.
مع استمرار استخدامهم لها، يبدأ معظم الناس بالاعتياد عليها ومع مرور الوقت تختفي هذه الأعراض.
يستثنى من ذلك الإريثريتول حيث يتم امتصاصه في الأمعاء الدقيقة ويخرج كما هو عن طريق البول، لذلك ليس له أي آثار جانبية إذا استُهلكت بشكل اعتيادي.
الجدول العلوي يوضح نسبة السكر والطاقة الغذائية لمعظم سكريات الكحول المستخدمة.
على الرغم من التفاوت في محتوى الطاقة الغذائية في سكريات الكحول، ومتطلبات تصنيف الاتحاد الأوروبي والتي عينت قيمة 2.4 كيلو كالوري لجميع سكريات الكحول.
الناس الذين خضعوا لعملية جراحية في المعدة، وخاصة لـ عملية تحويل مجرى المعدة، عليهم الحرص على عدم أكل الكثير من سكريات الكحول باستثناء إريثريتول لأن ذلك قد يؤدي لـ متلازمة الإغراق.